# Saint-Avaugourd-des-Landes
Saint-Avaugourd-des-Landes is een gemeente in het Franse departement Vendée (regio Pays de la Loire) en telt 770 inwoners (2004). De plaats maakt deel uit van het arrondissement Les Sables-d'Olonne.

## Geografie
De oppervlakte van Saint-Avaugourd-des-Landes bedraagt 21,1 km², de bevolkingsdichtheid is 36,5 inwoners per km².
De onderstaande kaart toont de ligging van Saint-Avaugourd-des-Landes met de belangrijkste infrastructuur en aangrenzende gemeenten.

## Demografie
Onderstaande figuur toont het verloop van het inwonertal (bron: INSEE-tellingen).

## Geboren
- Anthony Deau (1970-2017), jockey

1. ↑  Populations de référence 2022.